# Clase Nevada
La clase Nevada era una serie de dos acorazados de la Armada de los Estados Unidos. Fueron los primeros en ser diseñados con torres de tres cañones (la clase Colorado sería la última en llevar torres de dos cañones), así como con el concepto de blindaje «todo o nada» que concentraba la coraza del barco solamente en las zonas vitales. También fueron los primeros en utilizar combustible diésel para sus calderas. Incorporaron numerosas innovaciones en armamento, blindaje y propulsión, lo que en conjunto constituyó un enorme avance en el diseño de buques capitales. Se construyeron dos barcos de esta clase: el USS Nevada (BB-36) y el USS Oklahoma (BB-37). 
Ambos se hallaban en la base de Pearl Harbor durante el ataque japonés el 7 de diciembre de 1941. El Oklahoma recibió el impacto de varios torpedos y no pudo ser recuperado. La tripulación del Nevada lo hizo embarrancar para evitar bloquear el canal en el caso de que fuese igualmente hundido por la aviación japonesa. Tras el ataque, fue rescatado, reparado y modernizado y durante toda la guerra prestó apoyo artillero a numerosas operaciones anfibias en el Pacífico y en Europa, donde acompañó al USS Texas y al USS Arkansas en el bombardeo preparatorio del Día D. Considerado obsoleto, al finalizar la guerra se usó como blanco para armas convencionales y atómicas, entre 1946 y 1948, demostrando la solidez de su diseño tras quedar a flote después de soportar varias explosiones nucleares durante la Operación Crossroads.

## Diseño
Con estos barcos la Armada de los Estados Unidos pretendía establecer una «plantilla» o modelo básico a la que llamaría Acorazado de tipo estándar y que utilizaría en todos los acorazados construidos hasta la firma de tratado de Washington de 1922, que puso fin a los acorazados tipo Dreadnought. Las características principales de este diseño estándar eran el tener un tamaño, desplazamiento y velocidad muy similares, la utilización de combustible diésel en lugar de carbón, el blindaje «todo o nada» y la instalación de torres de tres cañones (dos de las cuatro torres de los Nevada tendrían tres cañones). La decisión de equipar acorazados con torres de tres cañones fue muy discutida y polémica. Muchos oficiales de la armada advirtieron del riesgo de "poner demasiados huevos en una cesta" ya que un disparo afortunado que inutilizase una torre podría dejar al buque sin gran parte de su potencia artillera. Los ingenieros navales también recelaban de los problemas de estabilidad que podrían causar las pesadas torres triples. Pese a todo, la Oficina de Construcción y Reparaciones diseñó a los Nevada con dos torres triples para ahorrar peso y contener el tamaño de la superestructura. La armada usaría torres triples en casi todos sus diseños posteriores.

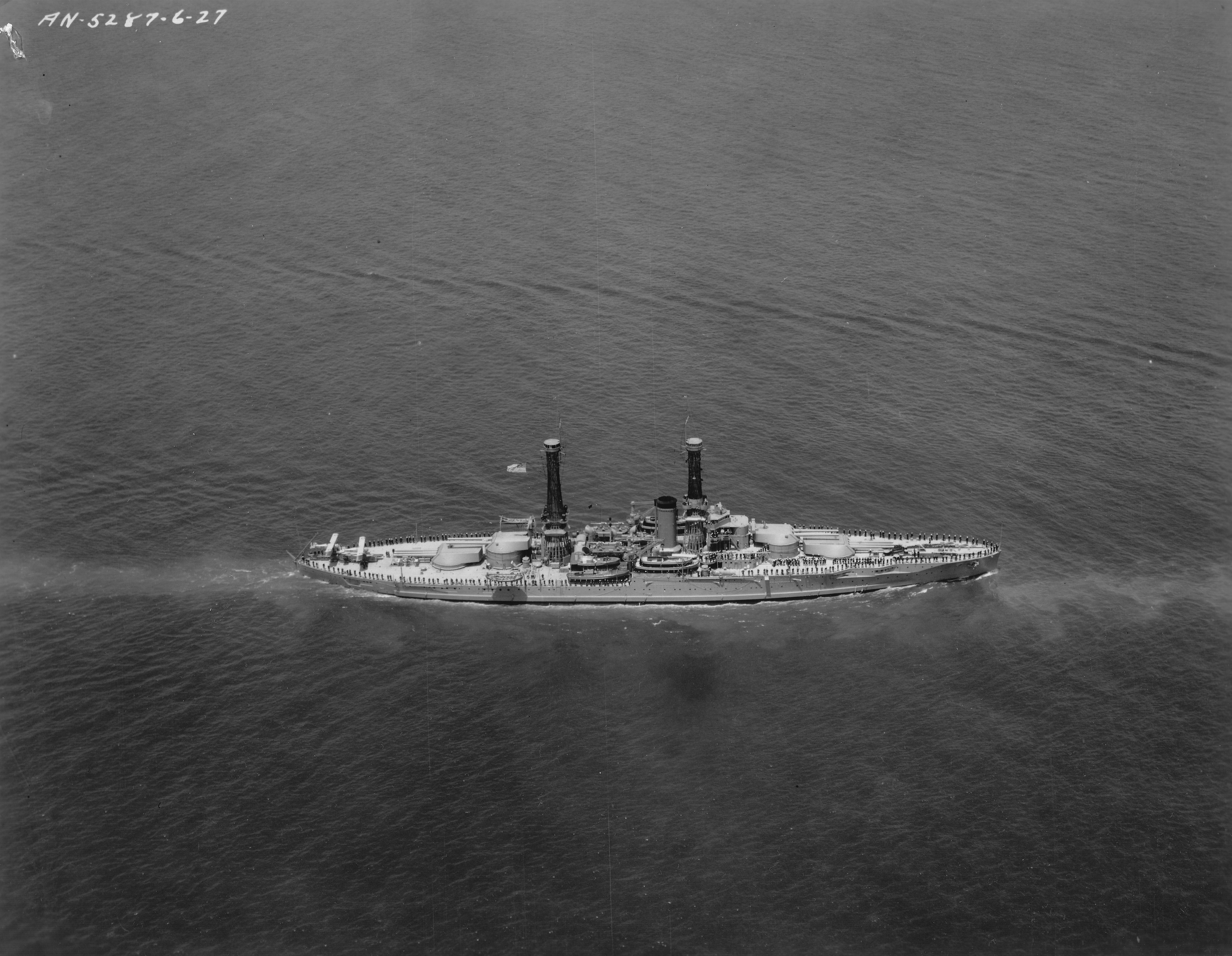
Vista aérea del USS Nevada durante la revisión naval presidencial en Hampton Roads, Virginia, el 4 de junio de 1927

Otra característica innovadora en el diseño de la clase Nevada fue el blindaje «todo o nada». Todos los acorazados anteriores tuvieron blindaje de grosor variable dependiendo de la zona del barco que protegían. En el Nevada las zonas acorazadas eran pocas, pero estaban equipadas con placas del mayor grosor posible para dar más protección a áreas críticas como las santabárbaras, los motores o la sala de combate. El diseño global del barco y especialmente el uso de torres triples, pretendía reducir la superficie de las zonas protegidas. La superestructura apenas estaba blindada ya que se creía que instalar un blindaje mediano no serviría de nada ante un impacto de un obús naval pesado. Los Nevada estaban diseñados específicamente para combatir a larga distancia y en ese aspecto estaban muy por delante de sus rivales, tal y como quedó demostrado durante la batalla naval de Jutlandia en 1916, y mientras otros países tuvieron que replantear su concepto de acorazado a la vista de las lecciones de esa batalla, la Armada de los Estados Unidos no se vio en tal necesidad.

### Características generales
Al igual que sus antecesores, tanto el Nevada como el Oklahoma tenían proas rectas. Desde la batalla de Lissa de 1866, hasta poco antes de la Primera Guerra Mundial, la embestida era una táctica utilizada en el combate naval. Las proas rectas y el situar la mayor cantidad posible de cañones encarando el sentido de la marcha fueron detalles de diseño enfatizados tras la aparición del HMS Dreadnought y sus sucesores inmediatos. Cuándo el diseño preliminar de los Nevada circuló entre los oficiales de la flota del Atlántico, a finales de 1911, muchos desearon que la Oficina de Construcción y Reparaciones reemplazase las proas rectas por una de tipo clíper (proa de violín) que mejoraría considerablemente las cualidades marineras del buque bajo condiciones de mar brava. Pero las principales preocupaciones vinieron de la ubicación de la artillería secundaria en el costado del casco. En barcos anteriores diseñados bajo los estándares pre-dreadnought, esta ubicación estaba muy expuesta a los embates del mar y el capitán Hood, comandante del USS Delaware, solicitó personalmente al Comité consultivo de la armada que replantease la ubicación de dichos cañones.

### Propulsión
Fueron los primeros acorazados en usar combustible diésel y los últimos en utilizar hélices de dos palas. El diésel era más eficiente y proporcionaba más autonomía por tonelada de combustible que el carbón, algo a tener muy en cuenta dadas las enormes distancias en el teatro del Pacífico y además podía ser suministrado al buque sin necesidad de amarrarlo a puerto ni detenerlo (el aprovisionamiento en marcha no se perfeccionaría hasta después de la Primera Guerra Mundial).
El uso de combustible diésel producía vapor más rápidamente que el carbón y no dejaba residuos en las calderas cuando éstas se apagaban, lo que facilitaba el mantenimiento y reducía la necesidad de personal al prescindir también de la enorme cantidad de fogoneros que alimentaban a las antiguas calderas de carbón. Estas eran ahora más pequeñas y necesitaban menos equipamiento auxiliar para funcionar, lo que redujo el tamaño total de la sala de máquinas, una de los elementos más vulnerables de cualquier buque.

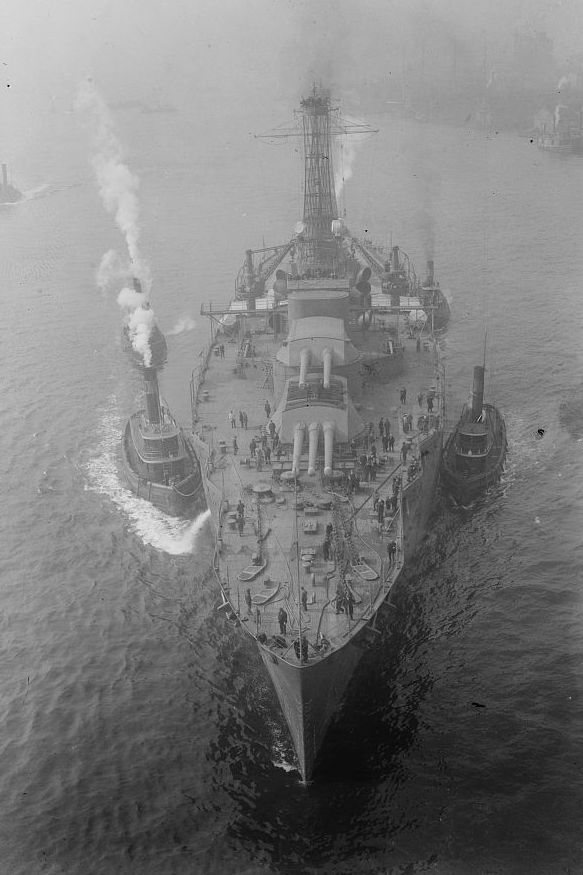
El USS Nevada siendo remolcado.

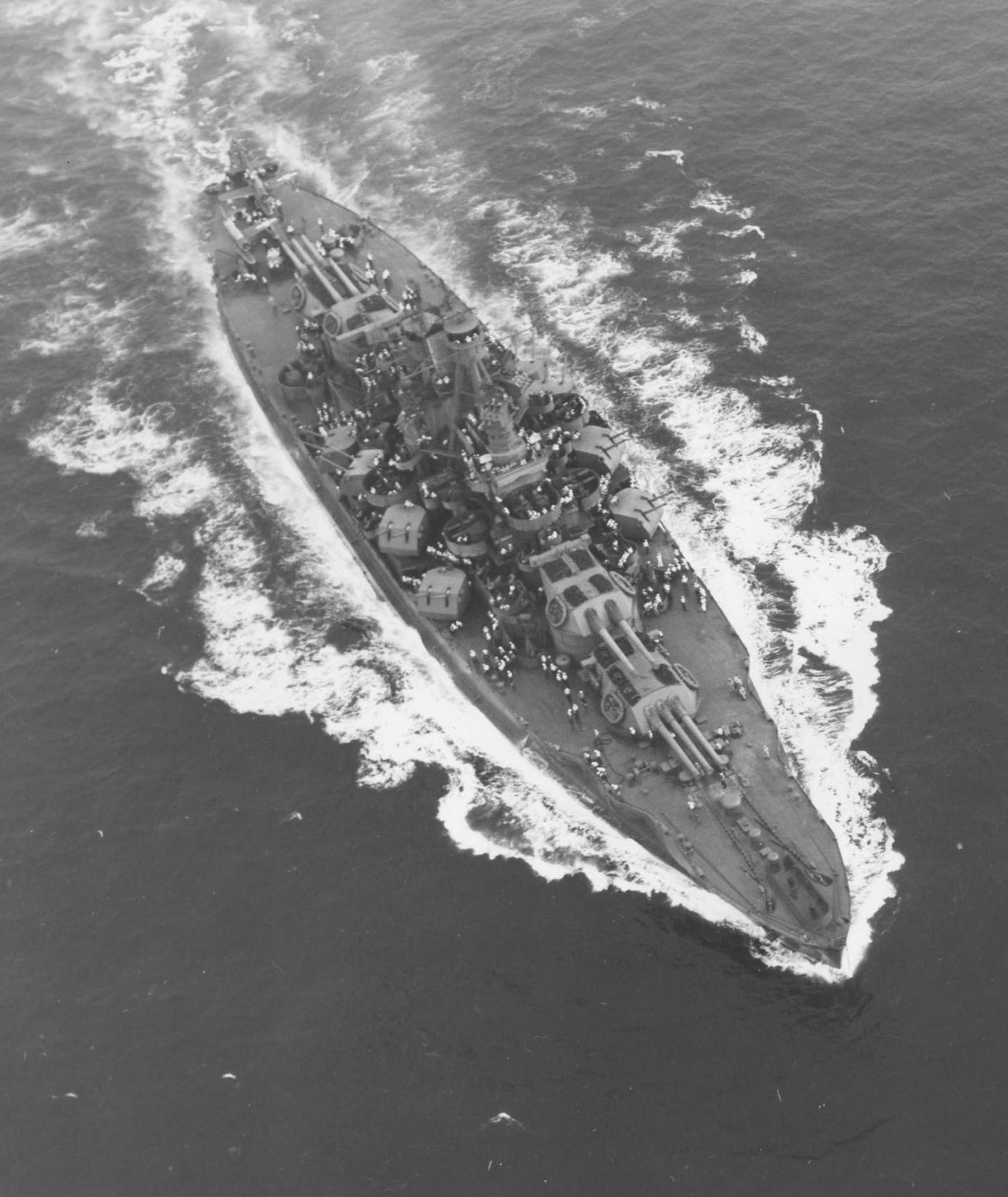
Vista aérea del USS Nevada en 1942, después de su modernización.

### Armamento

#### Cañones principales
Los dos navíos de la clase Nevada estuvieron equipados con diez cañones de 356 mm distribuidos en dos torres dobles y otras dos de tres cañones. Las torres dobles eran las mismas que usaba la clase New York y estaban instaladas en las posiciones segunda y tercera, mientras que en la primera y cuarta se instalaron las torres con tres cañones.
Los cañones disparaban un proyectil relativamente ligero, de 640 kg, a una velocidad inicial de 790 m/s y cadencia de entre 1,25 y 1,75 disparos por minuto. Su elevación máxima era de 15º y el alcance de 19 000 m.
La armada modificó estos cañones durante la modernización a la que fueron sometidos ambos navíos durante los años veinte. Se incrementó el tamaño de la recámara para poder utilizar cargas propulsoras más grandes y se aumentó el ángulo de elevación hasta los 30°, lo que incrementó el alcance hasta los 31 400 m.  

#### Armamento secundario
Lo componían veintiún cañones de 127 mm como defensa contra destructores y lanchas torpederas enemigas. En 1918 se redujo su número a doce y durante los trabajos de modernización de 1927-1930 se trasladaron a barbetas abiertas sobre la cubierta principal. Los Mark 15 disparaban proyectiles de 23 kg a una velocidad de 960 m/s, con un alcance de 13 200 m y una cadencia de siete disparos por minuto. Fue un arma realmente exitosa, cuyo único defecto era la reducida vida útil de su cañón.
En 1942, los cañones antiaéreos de 127 mm Mark 15 instalados a principio de los años treinta, fueron reemplazados por los 127 mm Mark 12 en montajes dobles. Este cañón podía ser utilizado tanto como artillería antiaérea o antisuperficie y disparaba un proyectil de 25,03 kg a una distancia de 15 903 m o hasta una altitud de 11 003 m. Era un arma generalizada en todos los barcos de la armada construidos entre 1934 y 1945 y en 1943 y con la introducción de las espoletas de proximidad, su efectividad en rol antiaéreo mejoró significativamente.

#### Armamento antiaéreo

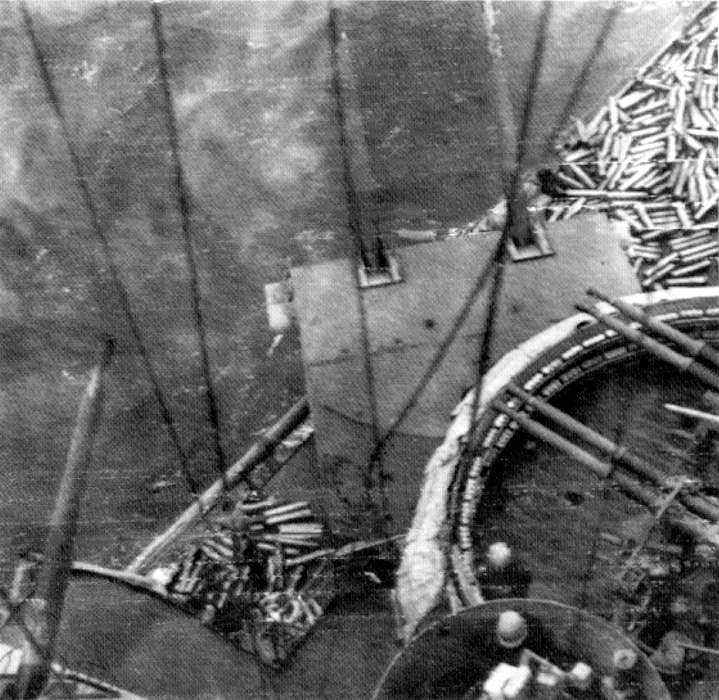
Los cañones Bofors de 40 mm del USS Nevada durante la preparación artillera del desembarco de Normandía, el 6 de junio de 1944.

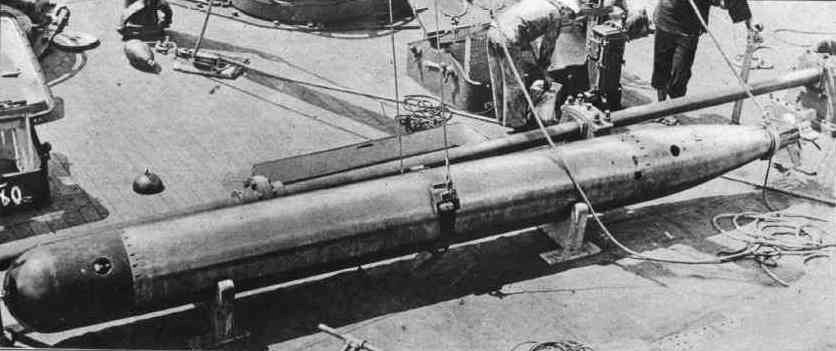
Torpedo siendo cargado en el USS Oklahoma

A su construcción, los Nevada fueron equipados con dos cañones antiaéreos de 76 mm que disparaban proyectiles a una velocidad de 500 m/s, con un alcance máximo de 8000 m y 5000 m de altitud. En 1925 se aumentó su número a 8 cañones y durante la siguiente modernización se sustituyeron por cañones de 127 mm diseñados específicamente para defensa antiaérea. Disparaban proyectiles de 24 kg de peso, con una velocidad inicial de 657 m/s, a una distancia de 13 300 m y 8400 m de altitud y con una cadencia de tiro de entre 15 y 20 disparos por minuto.  En 1935 se complementaron con 8 cañones de 28 mm en montantes cuádruples.
Al igual que los cañones secundarios, toda la artillería antiaérea fue reemplazada durante la reconstrucción del Nevada tras el ataque a Pearl Harbour. En su lugar se equipó con dieciséis cañones de 127 mm en torres dobles, 36 cañones Bofors 40 mm en puestos cuádruples y hasta 38 cañones Oerlikon de 20 mm.

#### Tubos lanzatorpedo
Llevaban dos tubos lanzatorpedos de 533 mm bajo la línea de flotación hasta finales de los años veinte. El torpedo Bliss-Leavitt Mark 3 Modelo 1 diseñado para estos tubos tenía una longitud de 5 m, un peso de 934 kg y una carga explosiva de 95 kg de TNT, con un alcance de 8200 m de alcance y una velocidad de <

## Servicio
Los Nevada prestaron servicio en el Océano Atlántico antes y durante La Primera Guerra Mundial, desplegándose a la zona de guerra europea en 1918 para proteger líneas de abastecimiento aliadas. En la década de los veinte eran las unidades más veteranas de la flota de batalla principal. En 1929 ambos barcos entraron en dique seco para una profunda modernización. Se redujo a la mitad la capacidad de las calderas, que también fueron reemplazadas por nuevos y más eficaces modelos. Se aumentó el blindaje de la cubierta y se instalaron protecciones antitorpedos en la obra viva. El Nevada se equipó con las turbinas del desguazado USS North Dakota y se levantaron torres para proteger los cañones de 127 mm en la cubierta principal. Se desmontaron los tubos lanzatorpedo, se instaló nueva artillería antiaérea y se sustituyeron los mástiles tipo jaula característicos de los buques de la época. Finalmente, se instalaron dos catapultas para el lanzamiento de aviones en funciones de vigilancia y observadores de tiro.
En el ataque a Pearl Harbour, el Oklahoma recibió el impacto de tres torpedos japoneses en el costado de babor e inmediatamente comenzó a escorarse hacia ese lado. Pocos minutos después le alcanzaron otros dos torpedos más y se dio la orden de abandonar el barco que continuaba escorándose hasta quedar con la quilla al aire. Pese al catastrófico resultado del ataque, la defensa antitorpedo de los Nevada demostró su efectividad, sin embargo la estanqueidad de las cubiertas superiores era muy deficiente y sería ésta la causa que a la postre motivaría la pérdida del buque. El Nevada fue alcanzado por un torpedo arrojado desde un avión torpedero Nakajima B5N y durante la segunda ola del ataque japonés se convirtió en un objetivo prioritario para los bombarderos Val, que pretendían hundirlo en el canal para bloquear así la entrada a la bahía. La tripulación logró embarrancarlo en la isla Ford y recibió el impacto de seis bombas, pero sobrevivió al ataque. Posteriormente, durante los trabajos de reparación, se reconstruyó totalmente su superestructura y se instalaron más cañones antiaéreos. Durante el desembarco de Normandía prestó fuego artillero de preparación para el asalto anfibio junto con el USS Texas y el  USS Arkansas.